# Rackan Rex
Rackan Rex (eng. Rex the Runt) är en brittisk stop motion-animerad tv-serie som produceras av Aardman Animations. Huvudfigurerna är fyra hundar: Rex, Wendy, Bob och Vince.
Serien inleddes 1989 med en kortfilm: Ident, som regisserades av Richard Golezsowski. Så småningom utvecklades av detta två osända kortfilmer och sedan tretton tiominutersepisoder, som för första gången sändes i Storbritannien på BBC2 under två veckor med start i december 1998. En andra omgång om tretton episoder sändes med start i september 2001 på samma kanal. I Sverige har Rackan Rex sänts på Sveriges Television. Röster till figurer i serien gjordes av Morwenna Banks, Judith Chalmers, Antoine De Caunes, Bob Holness, Bob Monkhouse, Jonathan Ross, Graham Norton, Arthur Smith, June Whitfield och Eddie Izzard.
Animationen är ovanlig på det sättet att figurerna nästan är tvådimensionella och rent av är animerade så att detta skall framhävas – de är tämligen platta och animeras på en glasskiva med bakgrunden bakom glaset.
Historierna är tämligen surrealistiska genom att de bland annat innehåller följande händelser:
- Genom att använda Bobs förminskningsstråle krymps staden Birmingham så att den kan användas som ett prydnadsföremål i hemmet (vilket emellertid för med sig problem med sopor och avlopp från staden)
- Genom att åka tillbaka i tiden kan huvudfigurerna hindra att deras hus blir stulet
- Rex förvandlas till spaghetti
- Rex, Wendy och Bob faller ner genom sängens fotända och hittar en sexklinik
- Jorden förstörs genom att figurerna borrar ett hål i Nordpolen
- Figurerna förminskar en ubåt för att ta sig in i Vinces hjärna och bota hans pavarottisjuka

Ofta förekommer också hänvisningar till att figurerna är tillverkade av Plasticine, som när Wendy går till frisören och börjar smälta under hårtorken.
Den första säsongen har givits ut på vhs i Storbritannien och på dvd i Sydkorea. En dvd med alla 26 episoder har givits ut i USA.